# 케임즈 경

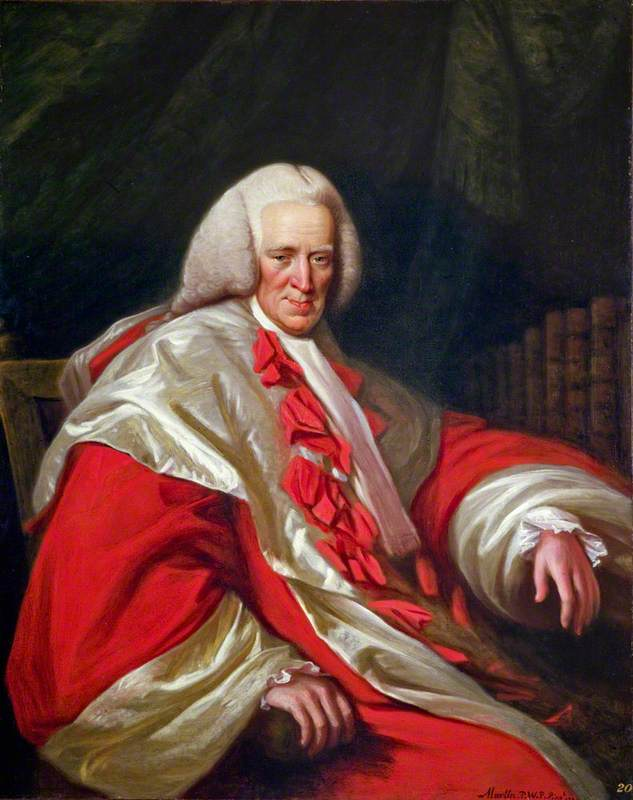
헨리 홈, 케임즈 경의 초상화 (데이비드 마틴)

케임즈 경 ( Henry Home, Lord Kames; 1696년 - 1782년 12월 27일 ) 스코틀랜드 계몽주의의 중요 인물이며, 철학자이다. 에딘버러의 철학협회의 창립회원이며, 스코틀랜드 명사회의 회원이었다. 데이비드 흄, 애덤 스미스, 제임스 보웰, 윌리엄 컬렌, 존 워커등과 같은 사상가들을 후원하는 역할을 하였다.